# Play 'n' the Game
Play 'n' the Game är ett musikalbum av den skotska rockgruppen Nazareth som utgavs i november 1976. Det var gruppens åttonde studioalbum, och deras andra det året efter Close Enough for Rock 'n' Roll som utgetts i mars. Skivan innehåller flera covers, bland annat av Alvin Robinsons (dock mer känd av The Rolling Stones) "Down Home Girl" och The Beach Boys "Wild Honey".
Albumet blev inte en så stor försäljningsframgång för gruppen. I Kanada sålde det bra och i USA nådde det de lägre regionerna på listan, medan det i många europeiska länder inte nådde några listor alls. Sverige var ett undantag med en fjortondeplacering på albumlistan.

## Låtlista
(låtar utan upphovsman inom parentes av Manny Charlton, Dan McCafferty, Pete Agnew och Darrell Sweet)
1. "Somebody to Roll" – 3:55
2. "Down Home Girl" (Artie Butler, Jerry Leiber) – 5:04
3. "Flying" – 4:20
4. "Waiting for the Man" – 4:47
5. "Born to Love" – 3:58
6. "I Want To (Do Everything for You)" (Joe Tex) – 4:18
7. "I Don't Want to Go On Without You" (Bert Berns, Jerry Wexler) – 3:46
8. "Wild Honey" (Brian Wilson, Mike Love) – 3:04
9. "L.A. Girls" – 3:52

## Listplaceringar
| Lista (1976) | Position           |
| ------------ | ------------------ |
| Danmark      | 20 (DR "Top 20")   |
| Kanada       | 14 (RPM)           |
| Sverige      | 14                 |
| USA          | 75 (Billboard 200) |